# Râul Milea, Siriu
Râul Milea sau Râul Milea Siriului este un curs de apă afluent al râului Siriu. 

## Hărți
- Harta Munții Buzăului [nefuncțională – arhivă]